# Willy Wilhelm
Wilhelmus Paul Karel ("Willy") Wilhelm ('s-Hertogenbosch, 16 september 1958) is een voormalig Nederlands judoka.

## Loopbaan
Hij nam in 1984 namens zijn vaderland deel aan de Olympische Spelen van Los Angeles. Daar werd de meervoudig kampioen bij de militairen uitgeschakeld in de eerste ronde van het zwaargewicht (plus 95 kilogram). In 1986 werd Wilhelm in deze categorie Europees kampioen. Zijn erelijst vermeldt verder onder meer een bronzen medaille, behaald bij de WK judo van 1985 in de open klasse, en een zilveren medaille, behaald bij de WK judo van 1983 in het zwaargewicht.

## Erelijst

### Wereldkampioenschappen
- 1983 – Moskou, Sovjet-Unie (+95)
- 1985 – Seoel, Zuid-Korea (open)

### Europese kampioenschappen
- 1981 – Debrecen, Hongarije (open)
- 1982 – Rostock, DDR (+95 kg)
- 1986 – Belgrado, Joegoslavië (+95 kg)